# SoX
SoX (von engl. Sound eXchange) ist ein freier, plattformübergreifender Audioeditor. Die Bedienung erfolgt über die Kommandozeile. Als grafische Benutzeroberflächen existieren die X-Oberfläche xsox sowie die Gnome-Oberfläche gsox. Das in C geschriebene Programm wird über das Softwareportal SourceForge vertrieben.

## Eigenschaften
Einige Features von SoX sind beispielsweise:
- Unterstützung eines breiten Spektrums an Audio- bzw. Video-Audio-Formaten (u. a. Raw, AIFF, AU, CDDA, MP2/MP3, MP4, AAC, AC3, AVI, WMV, Ogg Vorbis, FLAC, .WAV);
- verschiedene Editier- und Abmischfunktionen wie z. B. konsekutives oder auch synchrones Zusammenführen mehrerer Dateien zu einer einzigen (Letzteres etwa bei der Herstellung einer Stereoaufnahme aus zwei Monoaufnahmen), Abmischung mehrerer Dateien, Fade, Normalisierung, Kompressor, Expander, Limiter; Editieren mittels einer Spracherkennungsfunktion;
- Implementation von Filtern (u. a. Allpass, Bandpass, Bandsperre, Equalizer, FIR-Filter);
- Implementation von Soundeffekten wie z. B. Chorus, Flanger, Phaser, Delay, Echo, Tremolo, Reverb, Pitch, Time-Stretching, Umkehrung von Tondaten;
- spezielle Funktionen wie Geräuschreduktion, Änderung der Samplerate, Out of Phase Stereo, einfache Audiosynthese, statistische Analyse bzw. Analyse mittels eines Spektrogramms.

## Einbindung in Skripte
Aufgrund seiner Bedienung über die Kommandozeile ermöglicht es SoX, seine Funktionen in Skripte einzubinden. So ist es beispielsweise möglich, theoretisch unbegrenzt viele Dateien gleichzeitig zu bearbeiten oder auch das Programm mit anderer Software zu kombinieren (z. B. mittels Pipelines).

## Anwendung der Software in Wissenschaft und Lehre
Der große Funktionsumfang des Programms bzw. die Möglichkeit, es in Skripte einzubinden, erlauben es z. B., dass die Software als frei konfigurierbares und somit flexibles Werkzeug über den Bereich der Musikproduktion hinaus in Wissenschaft und Lehre gezielt zur Anwendung kommen kann. So wurde SoX in seiner Entwicklungsgeschichte u. a. im Rahmen wissenschaftlicher Studien eingesetzt bzw. war mehrfach Bestandteil von Kursunterlagen und Lernmaterialien an internationalen Hochschulen.

## pysox: ein Wrapper für SoX in Python
Der Umstand, dass längere Eingaben über die Kommandozeile u. U. unübersichtlich und gegebenenfalls fehleranfällig werden können, war Anlass für die Entwicklung von pysox, eines Wrappers für SoX in Python. Das Programm enthält bereits die Kernfunktionen von SoX. Die Weiterentwicklung der Software, so die Autorin bei der Präsentation auf der internationalen Fachkonferenz International Society for Music Information Retrieval Conference (ISMIR) im Jahre 2016, wird jedoch angestrebt, um den Funktionsumfang des Wrappers noch zu vergrößern.

## Sicherheit
SoX weist seit seinem letzten Update im Jahre 2015 (Stand: August 2019) verschiedene Sicherheitslücken auf, zu denen Pufferüberläufe oder die Angreifbarkeit gegenüber Denial-of-Service-Attacken gehören. Für die Linuxsysteme Debian und Ubuntu stehen Sicherheitsupdates bereit.